# Gute Graue

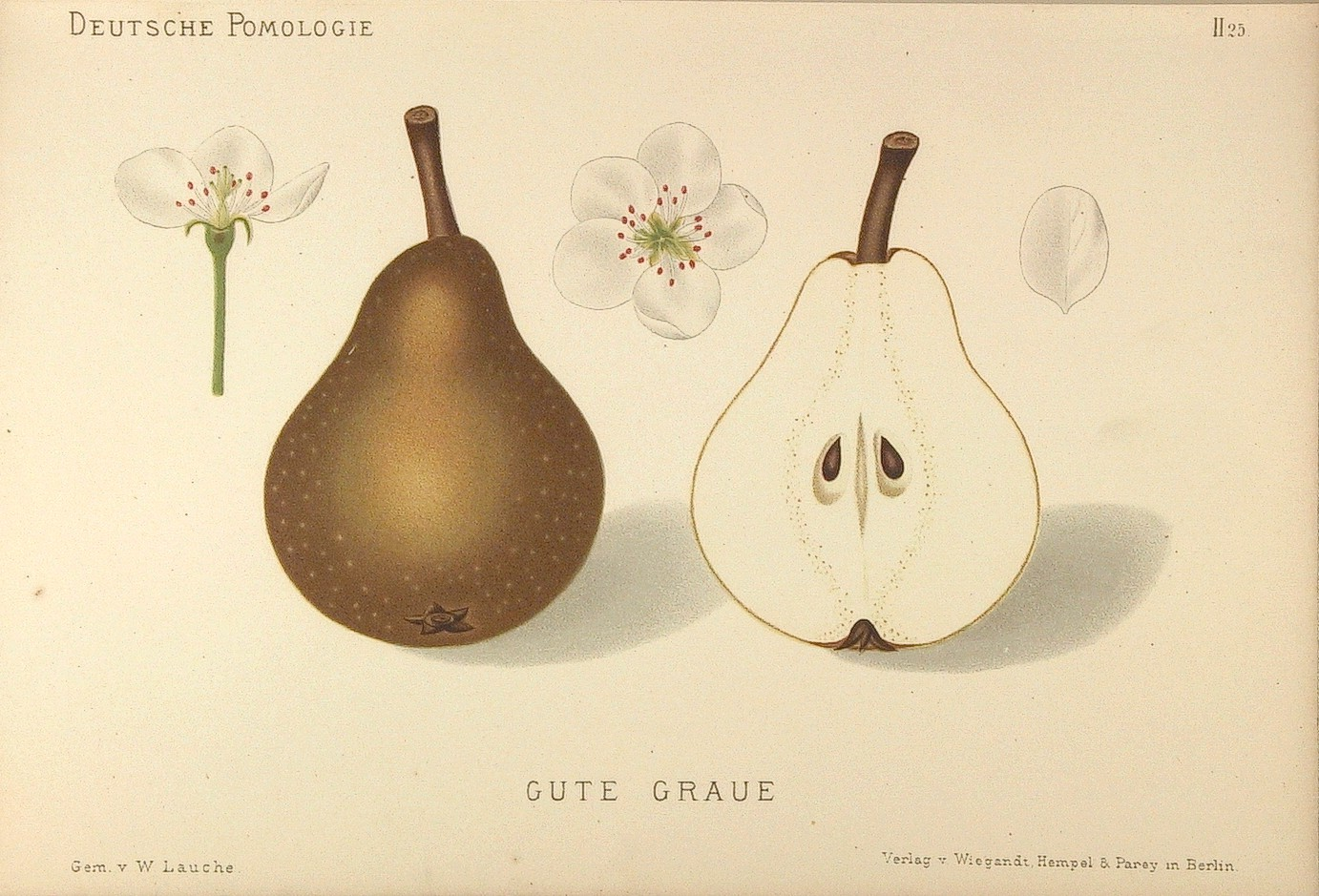

Die Gute Graue ist eine Sorte der Birne (Pyrus communis), eine breit anbaufähige, robuste Tafelbirne. Sie ist eine sehr alte Sorte und war schon vor 1675 bekannt. Die genauere Herkunft und Entstehung der Sorte ist unbekannt. Ab dem 18. Jahrhundert wurde sie aus Frankreich als Beurre gris eingeführt.
Synonyme: ‘Beurre gris’, ‘Graue Sommerbutterbirne’, ‘Graubirne’, ‘Grisbirne’, ‘Schöne Gabriele’, ‘Sommer-Ambrette’.

## Baum
Die Gute Graue wächst sehr stark und bildet auf Sämlingsunterlage eine sehr große Krone, die breit und hoch wird. Die Sorte kann ungewöhnlich alt werden. Verwendet wird die Sorte vorwiegend als Hoch- und Halbstamm; schwachwachsende Unterlagen sind zwar möglich, aber ohne Bedeutung. Es bestehen nur geringe Anforderungen; die Sorte ist auf den meisten Böden anbaufähig, bis zu Gebirgslagen mit etwa 700 m Höhe.
Die Fruchtbarkeit tritt auf Sämlingsunterlagen spät ein (nicht vor dem zehnten Standjahr); es besteht dann eine deutliche Neigung zur Alternanz.

## Blüte
Die Blüte ist früh und etwas witterungsempfindlich. Die Gute Graue wird bei Arche Noah als triploide Sorte und daher unbrauchbar als Pollenspender beschrieben; allerdings wird sie bei W. Votteler und F. Mühl als guter Pollenspender geführt. Befruchtersorten sind ‘Clapps Liebling’, ‘Gellerts Butterbirne’, ‘Gräfin von Paris’, ‘Gute Luise’, ‘Madame Verté’, ‘Esperens Bergamotte’, ‘Boscs Flaschenbirne’.

## Frucht
Die Frucht ist unscheinbar, klein bis mittelgroß, die Schale ist hart und rau. Die Grundfarbe ist zuerst grün, später gelblichgrün, zur Reifezeit fast vollständig zimtbraun berostet; die bräunlichrot-verwaschene Deckfarbe ist selten zu erkennen. Die Schalenpunkte sind zahlreich, groß und grauweiß.
Das Fruchtfleisch ist mattweiß bis gelblich weiß, saftreich schmelzend, zum Kernhaus hin etwas körnig, säuerlich-süß, sehr angenehm zimtartig gewürzt und duftend. Nach Wilhelm Lauche ist sie besonders zum Dörren geeignet.

## Reife
Die frühe Herbstsorte kann von Ende August bis Mitte September geerntet werden; die Früchte hängen fest am Baum. Die Genussreife ist beschränkt durch die geringe Lagerbarkeit von nur zwei Wochen. Daher ist die Aufteilung der Ernte in einzelne Wellen vorteilhaft.

## Anfälligkeiten
Die Gute Graue wird als widerstandsfähig gegen Krankheiten und Schädlinge beschrieben. Allerdings bestehen starke Anfälligkeiten für Birnengitterrost, mittlere für Feuerbrand und geringe für Schorf.